# Chaetosphaeria tulasneorum
Chaetosphaeria tulasneorum är en svampart som beskrevs av Réblová & W. Gams 1999. Chaetosphaeria tulasneorum ingår i släktet Chaetosphaeria och familjen Chaetosphaeriaceae.   Inga underarter finns listade i Catalogue of Life.